# Ditrema
Ditrema és un gènere de peixos pertanyent a la família dels embiotòcids.

## Taxonomia
- Ditrema jordani (Franz, 1910)
- Ditrema temminckii (Bleeker, 1853)[4]
  - Ditrema temminckii pacificum (Katafuchi & Nakabo, 2007)
  - Ditrema temminckii temminckii (Bleeker, 1853)
- Ditrema viride (Oshima, 1955)[5][6][7][8][9][10][11]